# Фогель, Наум Давидович
Нау́м Дави́дович Фо́гель (1908—1980) — русский советский писатель, врач.

## Биография
Родился в селе Хорлы Днепровского уезда Таврической губернии 4 апреля (или октября) 1908 года в семье мелкого служащего.
После окончания средней школы работал грузчиком в порту, рабочим на различных заводах Одессы. Окончил Одесский медицинский институт (1935).
Участник советско-финской и Великой Отечественной войны. Награждён орденом Красной Звезды и медалями.
Работал заведующим неврологическим отделением Херсонской областной больницы, областным невропатологом.
С 1952 года — профессиональный писатель. Член Союза писателей СССР. Член Союза писателей Украины с 1962 года.
Один из основателей областного литературного объединения, работу которого возглавлял длительное время.
Умер 28 декабря 1980 года.

## Творчество
Печататься начал в 1945 году с публикаций стихов, статей, очерков.
Основная тема творчества — биология, медицина, труд учёных.
Автор повестей «Крылатая медицина» (1952), «Гипнотрон профессора Браилова» (1962), романов «Хирург Алексей Корепанов» (1957), «Главный врач» (1966), «Капитан флагмана» (1977) и ряда очерков.
Сюжет научно-фантастического романа «Гипнотрон профессора Браилова» (1962) — изобретение советским учёным аппарата, усыпляющего на расстоянии.
Роман «Капитан флагмана» посвящён производственной тематике — его действие разворачивается на крупном судостроительном заводе.

## Публикации
- Фогель Н. Д. Гипнотрон профессора Браилова. — Херсон: Херсонское книжное издательство, 1962. — 206 с. — 65 000 экз.
- Фогель Н. Д. Хирург Алексей Корепанов. — 1968. — 632 с.
- Фогель Н. Д. Капитан флагмана : Роман. — М.: Советский писатель, 1977. — 319 с.
- Фогель Н. Д. Хирург Алексей Корепанов : Роман. — Симферополь: Таврия, 1979. — 350 с.
- Фогель Н. Д. Буран : Повести. — М.: Советский писатель, 1981. — 344 с.
- Фогель Н. Д. Гипнотрон профессора Браилова. — М.: Ad marginem, 2003. — 219 с. — ISBN 5-93321-064-1.